# Zaccaria (empresa)
Zaccaria, (más tarde reorganizada brevemente bajo el mando de Mr. Game antes de finalizar la producción) fue una empresa italiana de máquinas recreativas y de pinball que existió en Bolonia desde 1974 hasta 1990. La fábrica fue vendida a tecnoplay.

## Historia
La empresa fue fundada como una fábrica de juegos de pinball arcade en Bolonia por los tres hermanos Marino, Franco y Natale Zaccaria. El logo consta de sus iniciales. Zaccaria estaba dirigida por Marino Zaccaria, ex gerente de un bar cerca de Bolonia.
En su mejor momento, Zaccaria fue la tercera empresa más grande de máquinas de pinball del mundo después de Bally y Williams. La empresa también entró en el sector de los videojuegos arcade a finales de la década de 1970. Por lo tanto, licenciaron juegos y desarrollaron algunos juegos con sus propios diseños.
Se sabe que existen al menos 47 máquinas de pinball Zaccaria diferentes, aunque algunas son solo variaciones del mismo juego.

### Máquinas de pinball
| - Tropical (1974) - Cine Star (1974) - Top Hand (1974) - Granada (1974) - Red Show (1975) - Ten Up (1975) - Lucky Fruit (1975) - Ten Stars (1976) - Moon Flight (1976) - Wood's Queen (1976) - Aerobatics (1977) - Circus (1977) | - Combat (1977) - Nautilus (1977) - Universe (1977) - Supersonic (1977) - Queen's Castle (1978) - Winter Sports (1978) - House of Diamonds (1978) - Strike (1978) - Future World (1978) - Ski Jump (1978) - Shooting the Rapids (1979) - Hot Wheels (1979) | - Space City (1979) - Fire Mountain (1980) - Star God (1980) - Space Shuttle (1980) - Earth Wind Fire (1981) - Locomotion (1981) - Soccer Kings (1982) - Pinball Champ '82 (1982) - Pinball Champ (1983) - Time Machine (1983) - Farfalla (1983) - Devil Riders (1984) | - Magic Castle (1984) - Robot (1985) - Clown (1985) - Pool Champion (1985) - Mystic Star (1986) - Blackbelt (1986) - Mexico ’86 (1986) - Zankor (1986) - Spooky (1987) - Star's Phoenix (1987) - New Star's Phoenix (1987) |

### Máquinas arcade
- TV-Joker (1974), clon de PONG[10]
- Circus (1977), versión licenciada de Circus de Exidy
- The Invaders (1978), clon de Space Invaders
- Astro Wars (1979), port de Astro Fighter
- Dodgem (1979), port de Head On
- Galaxia (1979), port de Galaxian de Namco
- Quasar (1980)[11]
- Moon Crest (1980)
- Firebird  (1980), versión licenciada de Phoenix de Amstar
- Space Pirate  (1980), clon de Rip-Off de Cinematronics
- Puckman (1980), clon de Pac-Man de Namco
- Scramble (1980), versión licenciada de Scramble de Konami
- Buck Rogers (1981), versión licenciada de Buck Rogers de Sega
- Vanguard (1981), versión licenciada Vanguard de SNK
- Super Cobra (1981), versión licenciada de Super Cobra de Konami
- Frogger (1981), versión licenciada de Frogger de Konami
- Crazy Kong (1981), versión licenciada de Crazy Kong de Falcon (clon de Donkey Kong de Nintendo)
- Pac and Paint (1981), port de Crush Roller de Kural
- Zaxxon (1981), port de Zaxxon de Sega
- Hustler (1981), versión licenciada de Video Hustler
- Comidar (1981), versión licenciada de Amidar de Konami
- Fitter (1981), versión licenciuada de Round Up
- Laser Battle (1981)
- Scorpion (1982)
- Sea Battle (1982)
- Dribbling (1982), port de Dribbling de Model Racing
- Jump Bug (1982), port de Jump Bug de Rock-Ola
- Fantasy (1982), port de Fantasy de Rock-Ola
- Cat and Mouse (1982)
- Eyes (1982), versión licenciada de Eyes de Techstar
- Mr. Do! (1982), versión licenciada de Mr. Do! de Universal
- Eggor (1983)
- Money Money (1983)[12]
- Hyper Sports (1983), versión licenciada de Hyper Sports de Konami
- Hyper Olympics (1983), versión licenciada de Hyper Olympics de Konami
- Shooting Gallery (1984), desarrollado por by Seatongrove[13]
- Jack Rabbit (1984)[14][15]

## Recreaciones digitales
Magic Pixel Kft. lanzó Zaccaria Pinball para Android e iOS, así como Windows en Steam, que consiste en recreaciones digitales de las clásicas máquinas de pinball Zaccaria. Las versiones para OS X y Linux se lanzaron el 31 de agosto de 2017. En julio de 2018, se lanzó para Nintendo Switch, abril de 2019 para Xbox One, y agosto de 2020 para PlayStation 4.

### Máquinas de pinball digitales
Se han lanzado 41 tablas digitales.
| - Aerobatics - Blackbelt - Cine Star - Circus - Clown - Combat - Devil Riders - Earth Wind Fire - Farfalla - Fire Mountain - Future World | - Granada - Hot Wheels - House of Diamonds - Locomotion - Lucky Fruit - Magic Castle - Mexico ’86 - Moon Flight - Mystic Star - Nautilus | - Pinball Champ 82 - Pinball Champ 83 - Pool Champion - Red Show - Robot - Shooting the Rapids - Soccer Kings - Space Shuttle - Spooky - Star God | - Star's Phoenix - Strike - Supersonic - Time Machine - Top Hand - Tropical - Universe - Winter Sports - Wood's Queen - Zankor |

## Empresa Mr. Game
Zaccaria se reorganizó brevemente bajo la etiqueta Mr. Game antes de finalizar la producción. La empresa Mr. Game produjo máquinas de pinball desde 1988 hasta 1990. Bajo la etiqueta Mr. Game, la compañía introdujo un rediseño radical del gabinete de pinball tradicional. El gabinete rectangular comúnmente conocido que contiene el 'campo de juego' se actualizó a un aspecto más moderno con una caja de diferente forma y botones de activación para el control del flipper. Las patas también tenían un soporte más angular en comparación con las patas en su mayoría verticales utilizadas por otros fabricantes. Además, el 'backbox' eliminó la puntuación tradicional numérica o alfanumérica y las pantallas de estado en favor de una pequeña pantalla de televisión en color, que a veces contiene elementos de videojuegos.

### Máquinas de pinball de Mr. Game
| - Dakar (1988) - Fast Track | - Mac Attack (1989) - Motor Show (1989) | - Sofficini Dakar - World Cup '90 (1990) |

## tecnoplay
Después de la quiebra, la fábrica en Bolonia de Zaccaria fue vendida a tecnoplay en San Marino, que produjo máquinas de pinball de 1987 a 1989 y todavía está en el negocio como importador, revendedor y mantenedor de máquinas de pinball, repuestos, máquinas recreativas y expendedoras y otros. juegos de diversiones. tecnoplay está dirigido por Mauro Zaccaria, hijo de Marino Zaccaria, uno de los fundadores de la empresa Zaccaria.

### Máquinas de pinball de Tecnoplay
| - Devil King (1987) - Scramble (1987) | - X-Force (1987) - Space Team (1989) | - Hi-Ball (1989) |

### Lectura adicional
- Fabio Rossi. Videojuego Dizionario dei . Milán, Garzanti, 1993.ISBN 88-11-90422-6
- Tristan Donovan. Repetición: la historia de los videojuegos . Hormiga amarilla, 2010.ISBN 978-0-9565072-0-4